# 醜

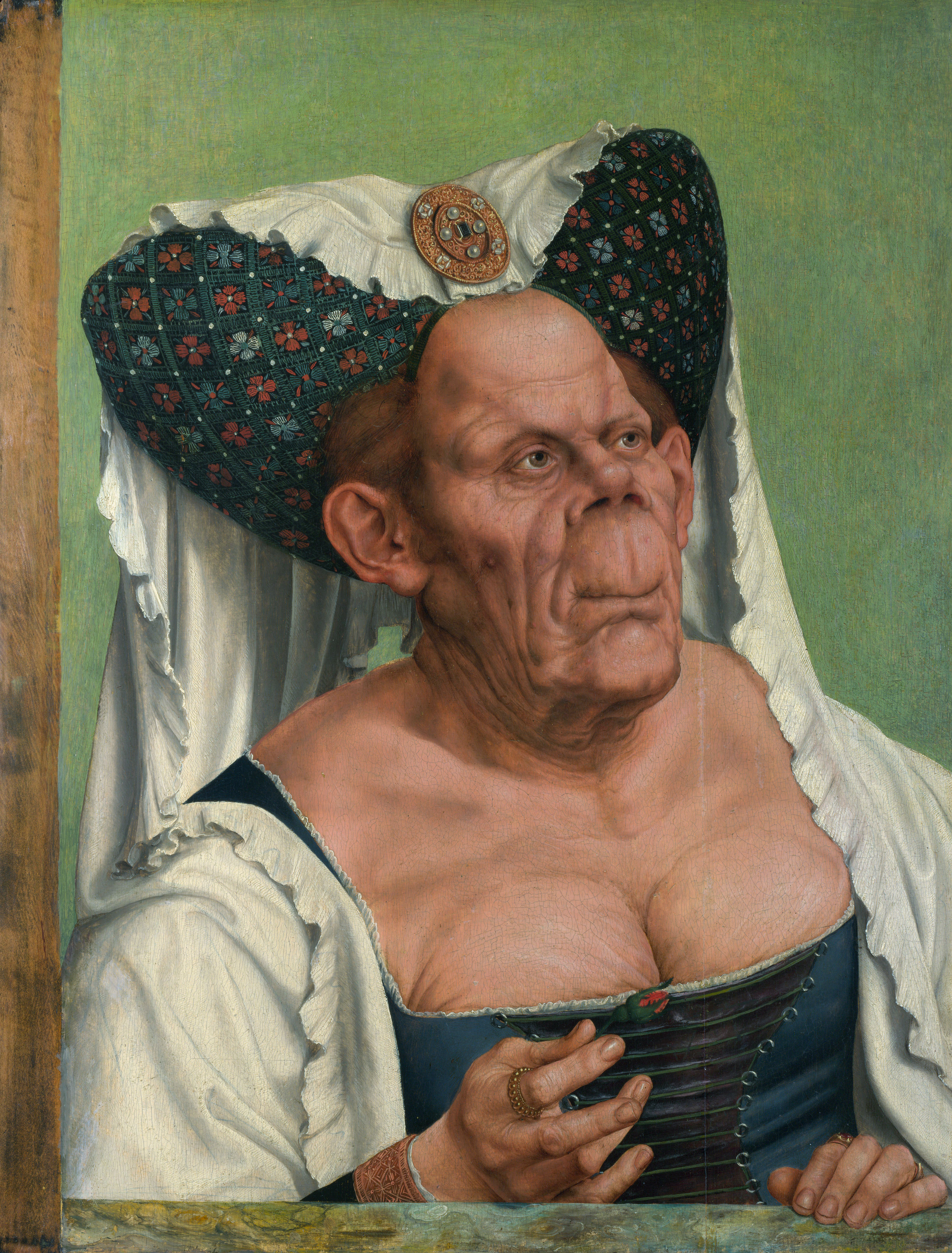
クエンティン・マサイスの『醜女の肖像』（1513年頃）

醜（しゅう）とは肉体的（または精神的に）魅力が感じられない、すなわち醜い（みにくい）様子を言い、特に視覚的なもの（人間の容姿など）を指すことが多い。しばしば醜さ（みにくさ）は嫌悪や恐怖を引き起こす。対義語は美である。精神的な醜の意味では恥と同義で使われる（例：醜を天下にさらす）。また醜（しこ）は（主に接頭辞的に）醜悪なものや憎み罵るものへ対して、または自らに対し卑下の気持ちを込めて用いられる。
醜さは主観的な美学の問題であるという主張もあり、美しいと言われたある人が別人にとっては醜いと捉えられることもある。しかしながら人間の醜さは性淘汰の一部や遺伝的・肉体的な健康の指標となっているというのが科学的分野からの見解である。
醜い・美しいという語は肉体美の欠如だけでなく、音楽や文学、人間の仕草などにも当てはめられる。

## 文化
ソクラテスは、豚のような鼻で、両目の間が大きく開き、アヒルのような歩き方をしていたが、民衆に慕われていた。哲学者についてまとめた『ギリシア哲学者列伝』で、ソクラテスは「たえず自分を鏡に映し、美しければそれにふさわしい人になるように、醜ければ教養によってその姿を隠すように。」と述べている。
第16代アメリカ合衆国大統領エイブラハム・リンカーンは、聴衆の多くは彼が不恰好で醜いと考えており、新聞記者も類人猿のような彫りの深い顔や歩き方がぎこちないとこき下ろし、彼自身が周囲で一番醜い男とコンプレックスを抱いていた。しかし、彼の友人で伝記の著者であるウィリアム・ハーンドンは、「リンカーンは美男子でもなければ醜い男でもなかった。彼は平凡な顔をした男であり、外見に無頓着で素朴な見た目と素朴な行動をしていた。彼には華やかさや威厳などはなかった。彼は悲しそうな男で、彼が歩いてると憂鬱な雰囲気が出ていた。その暗い雰囲気に心動かされみんなが同情した。これが彼が成功した秘訣である」と述べている
外見の醜さが主題となる作品
- トキシックアヴェンジャー（英語版）（邦題：悪魔の毒々モンスター） - いじめで薬品をかぶり異形となったが、ヒーローとなり盲目のヒロインとであう。
- ノートルダム・ド・パリ（邦題：ノートルダムのせむし男）